# Дюна (фільм, 2021)
«Дюна» (англ. Dune) — американський науково-фантастичний фільм Дені Вільнева за сценарієм, написаним ним же разом із Еріком Ротом та Джоном Спайтсом. Зйомки фільму відбувались у Норвегії, Йорданії, ОАЕ й Угорщині. До акторського ансамблю фільму входять Тімоті Шаламе, Ребекка Фергюсон, Оскар Айзек, Зендея, Шарлотта Ремплінґ, Джош Бролін, Дейв Батіста, Джейсон Момоа, Хав'єр Бардем і Стеллан Скашгорд.
Це перша з двох частин кіноадаптації однойменного роману Френка Герберта 1965 року, що охоплює приблизно першу половину книги. В центрі сюжету головний герой Пол Атрід (Шаламе) та його королівська родина, яких шляхом обману втягують у масштабну війну за пустельну планету Арракіс.
Спочатку випуск фільму був запланований на кінець 2020 року, проте через пандемію COVID-19 дату його прем'єри перенесли на осінь 2021. Вперше стрічку показали на 78-му Венеційському кінофестивалі, а її світова прем'єра відбулася вже 15 вересня. Пізніше, 22 жовтня, фільм був також випущений у кінотеатрах США і на стримінговій платформі HBO Max.
«Дюна» добре показала себе в прокаті, зібравши понад 407 млн дол. при бюджеті в 165 млн дол. Також фільм схвально оцінили критики та глядачі, виділивши, зокрема, режисуру Вільнева, саундтрек Ганса Циммера, сценарій, операторську роботу та збереження ключових елементів оригінального твору. На 94-й церемонії «Оскар» фільм був номінований у десятьох різних категоріях, перемігши в шести з них. Сиквел під назвою «Дюна: Частина друга» вийшов 1 березня 2024 року.

## Сюжет
Шляхетний Дім Атрідів править дощовою планетою Каладан. Проте юний син герцога Лето, Пол, бачить сни про пустельну планету Арракіс та її жителів — фременів. Невдовзі на Каладан прибуває посол імператора з наказом негайно переселитися на Арракіс задля встановлення там миру. Лето розуміє, що це якась пастка, проте кориться наказу, щоб не втратити честі свого Дому. Пол просить свого наставника Дункана Айдаго взяти його на Арракіс. Дункан спершу відмовляє, але згадка юнака про бачену уві сні загибель наставника спонукає його погодитись. Лето проти відльоту сина зараз, адже очікує підступів з боку інших Домів. Герцог вірить, що імператор хоче нацькувати Дім Атрідів на Дім Харконненів, нинішніх володарів Арракіса, щоб ослабити обидва. Вчитель фехтування Ґурні Галлек застерігає Пола бути завжди готовим до нападу, їхній спаринг закінчується нічиєю. На планеті Гієді Прайм тим часом барон Владімір Харконнен вислуховує обурення свого небожа Раббана рішенням імператора та замислює повернути владу над Арракісом.
Джессіка, мати Пола, знайомить його з Превелебною матір'ю Могіям, яка зацікавилася його снами. Могіям влаштовує випробування — Пол повинен витримати неймовірний біль, аби довести, що контролює своє тіло. Вона дорікає Джессіці, що та порушила селекційну програму ордена Бене Ґессерит з виведення надлюдини Квісац Хедераха, яка дозволить ордену здобути цілковиту владу. Порушивши наказ ордена, Джессіка народила сина і цим поставила задум Бене Ґессерит під загрозу.
Дім Атрідів переселяється на Арракіс, також відомий як Дюна. Пол дізнається від матері, що Бене Ґессерит посіяли серед місцевого населення віру в прихід месії, щоб маніпулювати народом. Від Атрідів вимагається забезпечувати постачання «прянощів» — речовини, необхідної для навігації космічних польотів. Нова покоївка Джессіки дарує їй ножа, зробленого з зуба місцевої тварини, піщаного черва, та запевняє, що прихід месії вже близько. Пол у той час оглядає столицю та бачить, що найбільша цінність на Арракісі — це вода. Коли він дивиться довідку про рослинність планети, Пола хтось намагається вбити, керуючи летючою голкою. Це виявляється агент Харконненів, але він вчиняє самогубство. Могіям вимагає від Владіміра клятви не вбивати Джессіку та Пола. Той дає клятву, але зі своїм ментатом Пітером ділиться уточненням, що не вбиватиме Пола, а підлаштує його загибель від суворих природних умов Арракіса.
Щоб забезпечити постачання «прянощів» Пол вирішує особисто наглядати за їх видобутком. Дункан повертається з розвідки та розповідає, що фременів набагато більше, ніж вважали Харконнени. Фременський вождь Стілґар вимагає не втручатися в справи його народу і Лето обіцяє виконувати вимогу. Під час польоту до місця збору «прянощів» герцог рятує робітників від піщаного черва, забравши їх на борт літака. Лікар Юі виявляє, що Пол потрапив під вплив «прянощів». Через це юнак чіткіше бачить дівчину-фременку зі своїх снів і власну смерть. Але також, на подив своєї матері, він дізнається, що Джессіка вагітна.
Харконнени, скориставшись відсутністю зв'язку через вплив супутника Арракіса, потай висаджують на планету війська. Юі вимикає захисний щит столиці, впускаючи ворогів. Водночас Юі, знаючи, що Владімір захоче побачити Лето живим, влаштовує пастку для Харконнена аби помститися йому за дружину. Юі вставляє герцогу зуб, який випустить отруйний газ. Харконнени схоплюють Джессіку та Пола і везуть їх у пустелю, щоб лишити там на вірну смерть. Дункан, борючись з ворогами, дістається до літака та вирушає на пошуки Пола, дорогою забираючи вчену Лієт-Кайнс.
Пол, користуючись гіпнотичним голосом, якому його навчила мати, змушує Харконненів зупинитися в пустелі. Забравши спорядження, втікачі знаходять там послання від Юі й печатку Атрідів як свідчення того, що тепер Пол правитель Дому. Владімір дає Юі зрозуміти, що його дружина мертва, а слідом убиває самого Юі. Лето видихає газ, який убиває його і всіх навколо, але барон виживає завдяки захисному полю.
В пустелі Пол бачить видіння майбутньої війни, що охопить увесь всесвіт, і що почнуть її Атріди в ім'я самого Пола. Це жахає його, Пол винить матір у тому, що вона народила його таким. Дункан знаходить Джессіку з Полом і забирає їх на покинуту екологічну станцію. Дорогою він розповідає, що на боці Харконненів були сардаукари — елітні воїни імператора. Отже, імператор і Владімір у змові. Лієт-Кайнс згадує про колишні плани озеленити Арракіс, що виявилися марними. Пол здогадується, що пустеля і «прянощі» якось пов'язані.
Сардаукари знаходять станцію, Дункан лишається затримати їх і гине. Лієт-Кайнс показує дорогу до літака, а сама тікає пішки. Сардаукари пронизують її місткість з водою, але вбити не встигають, бо вона прикликає піщаного черва. Джессіка з Полом ховаються в піщаній бурі. Раббан доповідає про це Владіміру, той вирішує, що в бурі ніхто не міг вижити й наказує турбуватися тепер лише про одне — прибутки від видобування «прянощів».
Насправді ж Полу вдається опанувати свої інстинкти та посадити літак біля скель. Він з матір'ю одягають взяті на станції костюми фременів, завдяки яким витримують спеку. Їх наздоганяє піщаний черв, але істоту відволікає приманка, встановлена фременами. Пола й Джессіку знаходять Стілґар і його воїни. Стілґар вирішує взяти Пола до племені фременів, а Джессіку вважає надто старою. Тоді вона демонструє свої бойові навички, що переконує вождя дати прихисток і їй. Поміж фременів Пол бачить дівчину зі своїх снів — Чані.
Фремен Джаміс оскаржує прийом Пола до племені та вимагає суду двобоєм. Чані дає Полу ножа, хоча й не вірить, що юнак виживе. Пол досягає нічиєї, але за наказом вождя продовжує бій та убиває противника, щоб дотриматися звичаю. Пол приймає пропозицію лишитися в племені та розуміє, що фремени здатні змінити долю всієї імперії.

## У ролях та український дубляж
| Актор                      | Роль | Актор дубляжу        |
| -------------------------- | --- | -------------------- |
| Тімоті Шаламе              | Пол Атрід нащадок Дому Атрідів                                                                            | В'ячеслав Хостікоєв  |
| Оскар Айзек                | Лето Атрід дворянин, нещодавно призначений намісником імператора на планеті Арракіс                       | Роман Чорний         |
| Ребекка Фергюсон           | Леді Джессіка мати Пола з Бене Ґессерит і конкубіна герцога Лето                                          | Світлана Шекера      |
| Стеллан Скашгорд           | Владімір Харконнен барон Дому Харконненів, заклятий ворог Лето і колишній намісник імператора на Арракісі | Михайло Кришталь     |
| Шарлотта Ремплінґ          | Превелебна мати Могіям превелебна мати Бене Ґессерит і віщунка імператора                                 | Ірина Дорошенко      |
| Дейв Батиста               | Звір Раббан жорстокий племінник барона Харконнена                                                         | Володимир Кокотунов  |
| Хав'єр Бардем              | Стілґар вождь фременського племені в Сієтч-Табрі                                                          | Борис Георгієвський  |
| Зендея                     | Чані таємнича молода фременка й любовний інтерес Пола                                                     | Анастасія Жарнікова  |
| Шерон Данкен-Брюстер       | Лієт-Кайнс провідна екологиня і суддя змін на Арракісі, матір Чані                                        | Олена Узлюк          |
| Бабс Олусанмокун           | Джаміс фремен з Сієтч-Табра, який змагався з Полом                                                        | Кирило Нікітенко     |
| Джейсон Момоа              | Дункан Айдаго зброяр Дому Атрідів, вчитель фехтування Пола                                                | Сергій Кияшко        |
| Джош Бролін                | Ґурні Галлек зброяр Дому Атрідів і наставник Пола                                                         | Андрій Мостренко     |
| Стівен Мак-Кінлі Гендерсон | Суфір Хават вірний ментат (людина-комп'ютер) Дому Атрідів                                                 | Максим Кондратюк     |
| Чанґ Чен                   | Веллінґтон Юі доктор Сук, що працює на сім'ю Атрідів                                                      | Андрій Корженівський |
| Девід Дастмалчян           | Пітер де Вріс «збочений» ментат на службі барона                                                          |                      |

Ролі також дублювали: Олександр Погребняк, Лариса Руснак, Олександр Шевчук, Оксана Гринько, В'ячеслав Дудко, Руслан Драпалюк, Володимир Гурін та інші
Українською мовою фільм дубльовано студією «Postmodern» на замовлення компанії Kinomania Film Distribution у 2021 році.
- Перекладач: Олег Колесніков
- Режисер дубляжу: Анна Пащенко
- Звукорежисер: Геннадій Алексєєв
- Координатор проєкту: Юлія Кузьменко

## Створення

### Попередні екранізації
Роман «Дюна» зажив слави твору, який важко екранізується через свою епічність. Ще з 1971 року права на його екранізацію отримували різні кінопродюсери. Першим був Артур Джейкоб, відомий за роботою над фільмом «Планета мавп» (1968). Після його смерті в 1973 році права на екранізацію отримав Алехандро Ходоровський, творець авангардного «Ель Топо» (1970). Проте задум Ходоровського виявився надто амбіційним: він хотів залучити гурт «Пінк Флойд», режисера Орсона Велза та навіть відомого своєю епатажністю художника Сальвадора Далі та Ганса Рудольфа Ґіґера. Фільм мав тривати аж 15 годин. З огляду на всі ці особливості, ніхто не хотів насправді фінансувати зйомки, хоча саме це зрештою і прославило проєкт Ходоровського.
Потім права отримав Діно де Лаурентіс, який після виходу на екрани «Зоряних воєн» в 1977 вирішив екранізувати «Дюну» як ще один космічний епос. Він найняв Рідлі Скотта, котрий нещодавно прославився фільмом «Чужий» (1979), на посаду режисера. Та смерть брата змусила Рідлі відмовитися від роботи над екранізацією роману. Натомість він згодом взявся за створення «Того, хто біжить по лезу» (1981) — стрічки за мотивами науково-фантастичного роману Філіпа Діка «Чи мріють андроїди про електричних овець?» (1968). Тож у 1981 Діно де Лаурентіс найняв Девіда Лінча, котрий відмовився від роботи над продовженням «Зоряних війн» на користь «Дюни».
До зйомок «Дюни» залучили молодого Кайла Маклакена та вже знаменитого музиканта й актора Стінга, але фільм, що вийшов у 1984 році, став провалом. При кошторисі $45 млн, він зібрав $31 млн. Фільм критикувався за надто великі розбіжності з першоджерелом, а також огидні сцени. Письменник Гарлан Еллісон відгукувався, що «Дюна» — це книга, яку не слід було екранізувати, адже це «за межами будь-чиїх можливостей». Лінч після цієї невдачі на кілька років покинув знімати повнометражні фільми. Пізніше, в 1988, вийшла перемонтована версія «Дюни», що отримала кращі відгуки, проте Лінч відрікся від свого творіння в будь-якому вигляді, а також відмовився від пропозиції створити на основі фільму телесеріал.
У 1986 права на екранізацію перейшли до Річарда Рубінштейна, а у 2000 він зняв мінісеріал «Дюна». Ця екранізація здобула позитивні відгуки та навіть виборола дві нагороди «Еммі». У 2007 група іспанських студентів опублікувала трейлер фанатської екранізації, яка, проте ніколи не була завершена.
У 2008 «Paramount» взялася за роботу над новою екранізацією, призначивши режисерами Пітера Берґа та П'єра Морела, проте за 4 роки проєкт покинула з причини відсутності ключових угод. Права на екранізацію після цього повернулися до Рубінштейна. У 2013 році вийшов документальний фільм про спроби зйомки «Дюни» Ходоровським, представлений на Каннському кінофестивалі. Стрічка здобула захоплені відгуки, а сама «Дюна» Ходоровського до того часу зажила слави найкращої екранізації твору Френка Герберта (при тому, що фільму фактично ніколи не існувало!).

### Написання сценарію
У листопаді 2016 року «Legendary Pictures» отримала права на екранізацію роману «Дюна» Френка Герберта. У лютому 2017 Дені Вільнев був офіційно затверджений на місце режисера. У квітні того ж року Ерік Рот був затверджений як співсценарист стрічки.
У березні 2018 року режисер заявив, що планує працювати одночасно над двома частинами. У липні того ж року підтверджено, що фінальний проєкт сценарію охоплює приблизно половину роману «Дюна». Браян Герберт, син Френка Герберта, тоді ж підтвердив саме таку структуру стрічки. Розділення фільму на дві частини Вільнев пояснював складністю книги та її насиченістю деталями. У квітні 2019 року, творець мов для телесеріалу «Гра престолів», Девід Петерсон підтвердив, що розроблятиме мови для фільму.
До написання сценарію, крім самого Дені Вільнева та Еріка Рота, долучився також Джон Спайтс. У травні 2018 Вільнев повідомив, що начерк сценарію готовий. Він повідомляв, що прагне відтворити ту атмосферу книги, яку він відчував, коли читав «Дюну», бувши підлітком. Режисер планував уникати значних подібностей з фільмом Лінча, хоча і визнавав, що деякі елементи звідти йому дуже сподобалися. Також він відмовився використовувати концепти Ходоровського, разом з тим віддаючи шану його унікальному баченню. Вільнев зазначав, що бажає показати «історію дорослішання, але також заклик до дій для молоді». Леді Джессіка отримала в сценарії більш войовничу роль, ніж у книзі. Планетолог Лієт-Кайнс у його варіанті став жінкою. Вільнев, крім того, прагнув не допустити карикатурного зображення барона Владіміра.

### Фільмування
Початок фільмування був запланований на лютий-березень 2019 року. Фактично ж воно почалося 18 березня. Основне фільмування проходило в павільйонах «Origo Film Studios» у Будапешті та пустелі Ваді-Рам, Йорданія. Планетою Каладан послугував півострів Стад у Норвегії. Ключові місця Арракісу знімалися в Абу-Дабі. Основні зйомки завершилися в липні 2019. Додаткові відбувалися в Будапешті в серпні 2020.

### Знімальна група
- Кінорежисер — Дені Вільнев
- Сценарист — Ерік Рот[en], Джон Спайтс[en], Дені Вільнев
- Кінопродюсер — Мері Перент[en], Дені Вільнев, Кейл Бойтер, Джозеф М. Караччоло мол.
- Композитор — Ганс Ціммер
- Кінооператор — Ґреґ Фрейзер
- Кіномонтаж — Джо Волкер[en]
- Художник-постановник — Патріс Верметт
- Артдиректор — Тібор Лазар, Гергелі Райгер
- Художник-декоратор — Річард Робертс
- Художник-костюмер — Жаклін Вест[25]

### Музика
У березні 2019 року, на початку виробництва фільму, Ганс Ціммер підтвердив, що буде композитором фільму «Дюна» (2020). Ціммер вже працював з Вільневом над фільмом «Той, хто біжить по лезу 2049» (2017). У той час Ціммер був затверджений на композиторство фільму «Тенет» (2020) Крістофера Нолана, але Ціммер надав перевагу «Дюні», через особисту любов до книжкового першоджерела.

## Випуск

### Маркетинг
12 та 13 квітня 2020 року видання «Vanity Fair» опублікувало перші кадри-погляди на персонажів і сам фільм.
11 травня видання «Empire» опублікувало новий кадр з фільму, де у кадрі присутній Тімоті Шаламе, який грає головного героя Пола Атріда, який балансує на повітряному орнітоптері, пролітаючи над простором планети Арракіс з викладачем фехтування Ґурні Галлеком — якого грає Джош Бролін — це ключовий момент для молодого воїна. «Це перший контакт Пола з глибинною пустелею, яка його зачарувала» — коментує Вільнев. «У нього дивне відчуття перебування вдома. У цей конкретний момент багато дій, і [це] одна зі сцен у фільмі, якою я починаю дуже пишатися».

### Розклад показів
Старт прокату фільму спочатку планувався на 20 листопада 2020 року, але у серпні 2019 року дистриб'ютор «Warner Bros. Pictures» переніс прем'єру на місяць уперед.
Прем'єра фільму в кінотеатрах мала відбутися 18 грудня 2020 року у Сполучених Штатах Америки, прем'єра в Україні планувалася на 18 грудня 2020 року; дистриб'ютор — «Кіноманія», офіційний представник «Warner Bros. Pictures» в Україні, але була відкладена через пандемію коронавірусу і спричинене цим припинення фільмування.
Вперше фільм показали на Венеціанському кінофестивалі (Італія) 3 вересня 2021 року. Потім — на Фестивалі американського кіно в Довілі (США) 10 вересня та Міжнародному кінофестивалі в Торонто Канада) 11 вересня. З 15 по 17 вересня відбулися прем'єри в більшості країн Європи, зокрема і в Україні 16 вересня. Також 16 вересня фільм вийшов на екрани в Тайвані та Сингапурі. 23 вересня почалися покази «Дюни» в країнах Північної Африки та арабських країнах. У США та Китаї вони стартували 22 жовтня.

## Сприйняття критиками
На сайті-агрегаторі рецензій Rotten Tomatoes картина має 90 % «свіжості» на основі 90 рецензій із середнім рейтингом 8,0/10. Критичний консенсус сайту стверджує: «„Дюна“ іноді бореться зі своїм громіздким першоджерелом, але ці проблеми загалом затьмарюються масштабом та амбіційністю цієї візуально захопливої адаптації». На Metacritic фільм отримав 75 балів зі 100 на основі 29 рецензій від кінокритиків, що свідчить про «загалом позитивні рецензії».
Клариса Логрі з «The Independent» писала, що «Дюна» — це «Володар перснів» сучасного покоління. Роман уже двічі намагалися повнометражно екранізувати видатні режисери, «Тож було незаперечна зухвалість у рішенні „Warner Bros“ переглянути роман Герберта 1965 року, передавши тепер його в руки франко-канадського режисера Дені Вільнева та розділивши його на дві частини. Але цей ризик був щедро винагороджений». Відзначалося, що фільм «Дюна» міцно дотримується книжкового першоджерела, хоча Вільнев більше зосереджується на одній з тем книги, а саме «зіткненні колоніалізму та релігії, зокрема у використанні віри з метою контролю населення». Головною виділялося те, що «Вільнев дозволяє страшному, задушливому тягареві долі Пола заразити кожен кадр „Дюни“ — від стерильної, приглушеної палітри його рідного світу Каладана до золотого серпанку Арракіса». Водночас розкритикували те, що фременів, очевидно натхненних бедуїнами, грають не актори з Близького Сходу та Північної Африки, і в цілому актори невиразні. Проте в підсумку «Дюна» «настільки лякає величчю, аж важко повірити, що вона взагалі існує».
Джонні Олексинський з «New Yourk Post» зазначав, що «Дюну» Лінча було важко дивитися в 1984 році, і неможливо зараз. «Дюна» Вільнева 2021 року упускає чимало деталей, натомість зосереджується на чіткості та доступності для загалу. «Чесно кажучи, ви могли б дивитися це без звуку, і ваша щелепа все одно відпаде. Багатий світ поєднує в собі давньоєгипетську та близькосхідну естетику та сплавляє їх з елегантними, футуристичними технологіями, щоб створити абсолютно вражаюче, захопливе середовище». Підкреслювалося, що акторська гра справедливо офіціозна та церемоніальна, адже дія відбувається в тисячолітньому суспільстві, що базується на традиціях.
Елісон Вілмор з «Vulture» відгукнулася, що «Найсміливіший аспект „Дюни“ — це не те, що вона розповідає лише половину історії, або те, що вона наважується занурити свою аудиторію у багато промальований всесвіт, припускаючи, що та зможе втриматися без роз'яснень… Ні, найсміливіший аспект „Дюни“ — це те, наскільки вона створює занепокоєння навколо ідеї обраного — від військової церемонії, натхненної Лені Ріфеншталь, під час якої Лето і Пол отримують доручення взятися за Арракіс, до того факту, що Пол є продуктом євгеніки… Небажання Пола потрапити у створену для нього роль — це не звичайна невпевненість у собі, а жах того, хто починає вірити у своє призначення розпочати священну війну. Буття героєм оповіді ще ніколи не виглядало настільки отруєним, і одне це досить захопливе, аби сподіватися, що Вільнев зможе-таки зробити другу частину цього вражаючого божевільного починання».
На думку Стефані Захарек з «Time», «Дюна» багато де млява, а персонажі незворушні, проте Вільнев зображає це чисто та щиро, завдяки чому відчувається змова й таємниця, що стоїть за всіма подіями.

## Кошторис фільму, та його окупність
Бюджет картини без урахування маркетингових вкладень становить $165 млн, тобто поріг окупності зйомок настане тільки після відмітки у $330 млн, а про прибуток можна буде говорити тільки після суми зборів від $400 млн і вище.

## Артбук
«Світ і створення Дюни» (англ. The Art and Making of Dune) — артбук про фільм та його створення, від американського видавництва "Insight Editions. Авторства Таня Лапоїнта.
Синопсис
|                           | Пориньте у світ Дюни Дені Вільнева та відкрийте для себе неймовірну творчу подорож, яка вивела на великі екрани знаковий роман Френка Герберта. Класична наукова фантастика Френка Герберта «Дюна» виглядатиме як ніколи раніше у новій захопливій екранізації фільму від відомого режисера Дені Вільнева (Той, хто біжить по лезу 2049, Прибуття). Тепер шанувальники можуть стати частиною творчої подорожі втілення первинної роботи Герберта з «Мистецтвом і створенням Дюни», єдиним офіційним супутником величезно очікуваної кіноподії. Це всебічне і детальне вивчення процесу кінофільмування — від заснування до виробництва та постпродукції — документує історію захоплення бачення Вільнева на Дюну, від його приголомшливих екологічних та дизайнерських дизайнів до складних концепцій костюмів та визначних цифрових ефектів. «Мистецтво та створення Дюни» також міститиме інтерв'ю з ключовими акторами та знімальною командою, включаючи широке пояснення від Вільнева. Книга буде проілюстрована багатством концептуального мистецтва, замальовками, фотографіями зі знімального майданчика та іншими ключовими зображеннями візуалу, що демонструють інтенсивний процес дизайну, що стоїть за створенням цього сміливого нового бачення. Демонструючи прозорливий підхід Вільнева до втілення класики наукової фантастики Герберта, «Мистецтво та створення Дюни» — важливий супутник останньому шедевру режисера. - Ексклюзивні концепт арти дозволять вам відчути Дюну зовсім по-новому. - Інтерв'ю з режисерами надає вам унікальний, всебічний погляд на створення фільму. - Розкішний формат робить цю книгу обов'язковим предметом колекціонера. |
| — Insight Editions (2020) | |

## Приквел-спін-оф серіал
У червні 2019 року оголошено, що «Legendary Television» створить спін-офф телесеріал «Дюна: Сестринство» для майбутнього стрімінгового сервісу WarnerMedia під назвою «HBO Max». Серіал буде присвячений спілці «Бене Ґессерит» і стане приквелом до фільму Вільнева. Вільнев режисеруватиме пілотний епізод серіалу, Спайтс напише сценарій, та Дана Кальво виступить шоуранером серіалу. Вільнев і Спайтс також будуть виступати як виконавчі продюсери, разом з Браяном Гербертом, Байроном Мерріллом і Кім Герберт. Однак у листопаді 2019 року Спайтс покинув посаду сценариста серіалу, щоб зосередитися на другій частині фільму, хоч і залишився у проєкті як виконавчий продюсер.

## Нагороди та номінації
Американська кіноакадемія оголосила номінантів на здобуття премії «Оскар» у 2022 році. Так фільм Дюна потрапив у номінацію в категоріях: Найкращий фільм, Найкращий адаптований сценарій, Найкращий саундтрек, Найкращі костюми, Найкращий грим, Найкращий монтаж, Найкращі візуальні ефекти, Найкраща операторська робота. Церемонія нагородження премії відбулася 27 березня 2022 року.
Фільм переміг у частині пропонованих категорій «Оскара» та додаткових, загалом у 6-и: Найкраща операторська робота, Найкращий звук, Найкраща робота художника-постановника, Найкращі візуальні ефекти, Найкращий саундтрек, Найкращий монтаж.

## Виноски
1. ↑  згідно з титрами у фільмі, «Дюна: Частина перша» (англ. Dune: Part One)